# Адрианов, Сергей Александрович
Серге́й Алекса́ндрович Адриа́нов (18 [30] июня 1871, Томск — 25 января 1942, Ленинград) — русский советский литературный критик, публицист, историк литературы, переводчик.

## Биография
Родился в городе Томск, в семье писаря из кантонистов.
Учился в Томской и Нежинской гимназиях. В 1888 году обосновался в Санкт-Петербурге. В 1892 году окончил историко-филологический факультет Санкт-Петербургского университета.
С 1896 по 1908 год состоял сотрудником Археографической комиссии. Преподавал в гимназиях Череповца, Санкт-Петербурга, в Женском педагогическом институте. В 1905 году Адрианов стал приват-доцентом Санкт-Петербургского университета по кафедре русской словесности. В 1912 году назначен преподавателем Женского педагогического института (ныне РГПУ им. А. И. Герцена) и затем избран в нём профессором. Выезжал с лекциями на темы литературы в различные города России.
Революцию принял сразу, много работал по рабочим и красноармейским клубам, организовал при Сорабисе Лекторское бюро и был его председателем. Участвовал в 1918 году в Московском съезде по реформе высшей школы, был членом бюро съезда и его докладчиком. В 1919 году участвовал в съезде по реформе педагогического образования, был членом от правительства в комиссии по слиянию трёх петроградских университетов.
В 1919 году работал в I Петроградском университете и состоящем при нём педагогическом институте, а также на высших курсах Лесгафта. Кроме того, не раз командировался для прочтения лекций красноармейцам и матросам. После революции преподавал в 1-м Высшем педагогическом институте, занимался переводами.

## Литературная деятельность
Дебютировал в печати рецензией в журнале «Исторический вестник» (1890). Печатался в «Журнале министерства народного просвещения», «Литературном вестнике», «Вестнике Европы», где с 1909 года заведовал отделом критики и одобрительно писал о произведениях А. И. Куприна, М. М. Пришвина, Максима Горького и критично — о В. Я. Брюсове, Андрее Белом, Вяч. Иванове.
Сотрудничал также в газетах «Страна» (1906—1907), «Слово» (редактор в 1909), «Русское слово», «Русская молва» (редактор в 1912—1913), «Русская воля». Был одним из главных редакторов «Русской энциклопедии» (т. 1—11, 1911—1915), одним из инициаторов и авторов «Словаря литературных типов»; автор статей в «Русском биографическом словаре».
После 1917 года переводил произведения Р. Тагора, Г. Келлера, Ф. Геббеля, Джека Лондона, О. Генри, Г. Уэллса. Эпизодически обращался к «Слову о полку Игореве».
Умер в 1942 году. Похоронен на Волковском лютеранском кладбище.